# Herberts Bērtulsons
Herberts Bērtulsons (* 1. Septemberjul. / 14. September 1903greg. in Riga; † 14. Februar 1942 in der Sowjetunion) war ein lettischer Skirennläufer und Fußballspieler. Er nahm an den Olympischen Winterspielen 1936 in der Alpinen Kombination teil.

## Karriere und Leben
Herberts Bērtulsons war zunächst als Eisschnellläufer bekannt und später als Fußballspieler, als er für den LSB Riga aktiv war. Für die erste Mannschaft des Vereins aus seiner Geburtsstadt absolvierte Bērtulsons zwischen 1925 und 1933 davon sechs Spielzeiten in der Virslīga, der höchsten lettischen Spielklasse.
In den 1930er Jahren begann sich Bērtulsons für den alpinen Skisport zu interessieren. Im Februar 1936 nahm der Lette wie auch sein Landsmann Askolds Hermanovskis an der Alpinen Kombination der Olympischen Winterspiele im deutschen Garmisch-Partenkirchen teil; er belegte in der Abfahrt den 55. Rang und schied im Slalomwettbewerb im zweiten Lauf aus. Bērtulsons war einer von insgesamt 26 Athleten, die Lettland delegierte.
Bērtulsons arbeitete als Angestellter der lettischen Staatspolizei. Nach der Sowjetischen Besetzung Lettlands im Zweiten Weltkrieg wurde Bērtulsons verhaftet und deportiert. In der Anklageschrift zu seinem Ermittlungsverfahren vom 26. Mai 1941 hieß es, dass „der leitende Vorgesetzte der lettischen politischen Polizei, H. Bērtulsons, am 16. Juni 1940 die in der politischen Verwaltung angesammelten Informationen über die Truppen der Roten Armee verbrannte“, die nach dem Beistandsvertrag ab 1939 in Liepāja und Ventspils stationiert waren. Der Sonderrat des Volkskommissariat für innere Angelegenheiten der Sowjetunion (NKWD) verurteilte ihn zum Tode durch Erschießung. Das Todesurteil wurde am 14. Februar 1942 vollstreckt.